# Polypedilum pruina
Polypedilum pruina är en tvåvingeart som beskrevs av Freeman 1954. Polypedilum pruina ingår i släktet Polypedilum och familjen fjädermyggor. Inga underarter finns listade i Catalogue of Life.